# Kurt Wulff (ämbetsman)
Kurt Ernst Wulff, född den 12 februari 1906 i Malmö, död den 29 maj 2000 i Torekov, var en svensk ämbetsman. Han var bror till Helge Wulff.
Wulff avlade juris kandidatexamen vid Lunds universitet 1928. Han blev assessor vid Hovrätten över Skåne och Blekinge 1938 och var hovrättsråd där 1944–1947. Wulff var byråchef vid Finansdepartementet 1943–1947 (efter att ha varit tillförordnad 1942), tillförordnad byråchef vid Bank- och fondinspektionen 1944 samt bankinspektör och chef för denna myndighet 1948–1962. Han var därefter den förste på posten som generaldirektör och chef för Bankinspektionen 1962–1971. Wulff blev riddare av Nordstjärneorden 1946, kommendör av första klassen av samma orden 1952 och kommendör med stora korset 1960. 